# Bonte doornstaartagame
De bonte doornstaartagame (Uromastyx ornata) is een hagedis uit de familie agamen (Agamidae). De soort komt voor in het Midden-Oosten: in rotsachtige gebieden in Egypte, Israël, Saoedi-Arabië en Jemen.
Er worden twee ondersoorten onderscheiden:
- Uromastyx ornata ornata (Heyden, 1827)
- Uromastyx ornata philbyi (Parker, 1938)

## Beschrijving
De totale lengte van de bonte doornstaartagame kan zo'n 35 cm bedragen. Deze middelgrote hagedissen zijn een van de meest kleurrijke soorten van het geslacht Uromastyx. De kleur is variabel, maar de basis is groenachtig, met een reeks gele ringetjes. Ze hebben een aanzienlijke lange, zeer stekelige en enigszins afgeplatte staart die uit 20-23 segmenten bestaat. Aan de voorste rand van het oor zitten een aantal vergrote schubben en aan de bovenzijde van de dijen zijn kleine stekels te vinden. 
Bij mannetjes is de hoofdkleur van de rug groen, blauw of rood met donkerbruine banden, die gevuld zijn met gele vlekken, die vaak transversale rijen vormen. Vrouwtjes zijn valer, met een lichtbruine achtergrond op de rug met lichtgele dwarslijnen. De buik is witachtig. 

## Gedrag
De bonte doornstaartagame is dagactief en leeft alleen of in kleine groepen, die bestaan uit een mannetje en een aantal vrouwtjes. Ze graven holen tot 1 meter diep. Tijdens het broedseizoen worden de volwassen mannetjes kleurrijker. De soort is, evenals de meeste soorten van het geslacht, voornamelijk herbivoor, hoewel ze soms insecten eten. 